# كامينز
كمينز (بالأمانية: Kamenz، بالصوربية: Kamjenc) هي مدينة في ولاية سكسونيا الشرقية، يبلغ عدد سكانها 18،243.البلدة تقع على بعد حوالي 40 كيلومترا (25 ميلا) شمال شرق مدينة دريسدن. الفيلسوف والشاعر غوتهولد إفرايم ليسينغ ولد في كامينز.

## توأمة
لكامينز اتفاقيات توأمة مع كل من:
- آلتزي
- كولين
- Karpacz [الإنجليزية]‏

## أعلام
- فرانك ريختر
- ألفين فرويدنبرج
- ريتشارد هاوبتمان
- إفرايم ليسينغ
- جورج كيرن